# Salt åt Svanetien
Salt åt Svanetien (georgiska: ჯიმ შვანთე (მარილი სვანეთს) Dzjim Sjvante (marili svanets); ryska: Соль Сванетии, Sol Svanetii) är en sovjetisk avantgardistisk stumfilm av Micheil Kalatozisjvili från 1930. Filmen bygger på ett manus av Sergej Tretiakov.
Filmen utspelas i en isolerad bergsby i Svanetien i nuvarande Georgien. Kalatozisjvili har skapat en film som spelar på en dokumentärtradition men som har alla propagandistiska ingredienser. Filmen följer livet i den fattiga byn med alla dess sedvanor och uråldriga traditioner. Filmen inramas av bilder hur ett arbetslag utskickat av det moderna sovjetiska samhället sliter med att bygga en väg genom bergspasset för att bryta byns isolering. Filmens sensmoral är att denna isolering har fört med sig att gamla, destruktiva traditioner har förslavat människorna med religion, teknikstagnation och klasskillnader. 
Både bildmässigt och klippmässigt är filmen bitvis halsbrytande före sin tid och Kalatozisjvili har låtit sig inspireras av både Sergej Eisenstein och Aleksandr Dovzjenko.